# Tefnut
Tefnut je bila staroegipčanska boginja vlage, vlažnega zraka, rose in dežja.  Bila je sestra in žena boga zraka Šuja in mati Geba in Nut.

## Etimologija
Dobeseden prevod njenega imena je Ta voda.  Povezano je z glagolom tfn, ki pomeni pljuniti, rositi ali pršeti. Nekatere različice mita o stvaritvi sveta pravijo, da jo je izpljunil Ra/Amon, zato se je njeno ime v kasnejših besedilih pisalo kot pljuvajoča usta.
Kot večina egipčanskih božanstev, vključno z njenim bratom Šujem, nima Nefnut niti enega ideograma ali simbola. Njeno ime v hieroglifih sestavljajo štirje glasovni simboli  t-f-n-t. Čeprav fonogram n predstavlja valove na vodni površini, se nikoli ni uporabljal kot ideogram ali determinant za besedo voda (mw) ali kaj drugega, kar je povezano z njo.

## Mitološko poreklo
Tefnut je bila hčerka sončnega boga Ra-Amona. Poročena je bila s svojim bratom Šujem in bila mati neba (Nut) in zemlje (Geb). Njeni vnuki so bili Oziris, Izida (Vesir), Set (Aset), Neftis (Nebthet) in v nekaterih različicah Hor starejši (Heru Ver). Bila je tudi stara mati Hora mlajšega (Heru-sa-Aset). Skupaj z očetom, bratom, otroki, vnuki in pravnuki je bila članica heliopolske Eneade. 
O ustvarjenju Tefnut in njenega dvojčka, brata Šuja, obstajajo številni miti. V vseh različicah je Tefnut produkt partenogeneze. Vse različice vključujejo tudi nekaj različnih telesnih tekočin.
V heliopolskem mitu o stvaritvi je sončni bog Amon masturbiral in ustvaril Tefnut in Šuja.
V nekaterih različicah mita je Amon pogoltnil svojo spermo in jo nato izpljunil in s tem ustvaril dvojčka. V nekaterih različicah je izpljunil slino.</ref>
Besedila na krstah vsebujejo navedke, da je bil Šu izkihan iz Amonovega nosa, Tefnut pa izpljunjena kot slina. Bremner-Rindov papirus in Memfiška teologija  opisujejo Amona, ki masturbira v svoja usta in izpljune spermo kot dvojčka Tefnut in Šuja.

## Ikonografija
Tefnut je bila levje božanstvo in se je kot članice heliopolske Eneade upodabljala kot ženska z glavo levinje. Upodablja se tudi kot levinja ali ženska. V svoji človeški ali polčloveški obliki je nosila lasuljo z uraeusom  s kačo ali uraeusom  in sončnim diskom. Včasih je upodobljena kot kača z levjo glavo ali ženska z dvema glavama, od katerih je druga bratova.
Med osemnajsto in devetnajsto dinastijo, zlasti v amarnskem obdobju, se je Tefnut upodabljala v človeški obliki z nizko plosko pričesko, iz katere so rasle rastline. Podobno pričesko je nosila Ehnatonova mati Tija, ki se je istovetila s Hator-Nefnut. Za ikonsko modro krono faraonove žene Nefertiti arheolog Joyce Tyldesley domneva,  da izhaja iz Tijine pričeske in morda kaže, da so jo istovetili s Tefnut.

## Kultna središča
Glavni Tefnutini kultni središči sta bili Heliopol in Leontopol (sodobni Tel el-Muqdam). V Heliopolu je bila članica mestne Velike eneade. Omenjala se je v povezavi s čiščenjem  wabeta (svečenika) kot del tempeljskega obredja. V mestu je imela svetišče z imenom Spodnji Menset.
Vstopil sem k tebi
z Velikim za seboj
in (mojo) čistostjo pred menoj:
šel sem mimo Tefnut,
ki me je oprala krivde,
in (zdaj) sem zares svečenik, sin svečenika tega templja.
Berlinski papirus 3055
V Karnaku je bila Tefnut članica Velike eneade. K njej so molili za zdravje in dobro počutje faraona.
V Leontopolu v Nilovi delti so njo in Šuja častili kot par levov.

## Mitologija
Tefnut je bila povezana z drugimi boginjami levinjami kot Rajevo oko. Kot levinja je predstavljala jezne in srdite aspekte. V besu naj bi pobegnila v Nubijo, od koder jo je nazaj pripeljal Tot. V zgodnjih piramidnih besedilih naj bi bila njena vagina vir čistih voda.